# Ябланица (город, Болгария)
Ябланица (болг. Ябланица) — город в Болгарии. Находится в Ловечской области, административный центр общины Ябланица. Население составляет 2635 человек (2022).
Город расположен в 70 км от Софии, на автомагистрали «Хемус» E 83. Высота над уровнем моря — 475 м.

## История
Ябланица основана в XVIII веке, статус города получила 27 июля 1969 года, с 1979 года административный центр вновь образованной общины Ябланица.